# Schoenoplectus multisetus
Schoenoplectus multisetus är en halvgräsart som beskrevs av Eisuke Hayasaka och C.Sato. Schoenoplectus multisetus ingår i släktet sävsläktet, och familjen halvgräs. Inga underarter finns listade i Catalogue of Life.